# Abelardo Fernández
Abelardo Fernández Antuña, mais conhecido como Abelardo Fernández (Gijón, 19 de março de 1970), é um treinador e ex-futebolista espanhol que atuava como Zagueiro central. Atualmente está sem clube.
Pela Seleção Espanhola de Futebol, atuou em  duas Copas do Mundo e duas Eurocopas. 

## Títulos

### Jogador
Barcelona
- Recopa Europeia : 1996–97,
- Supercopa da UEFA: 1997
- La Liga: 1997–98, 1998–99
- Copa del Rey: 1996–97, 1997–98
- Supercopa da Espanha: 1994, 1996

### Treinador
Candás
- Copa Federação Espanhola
  - Torneio das Astúrias: 2010

Tuilla
- Copa Federação Espanhola
  - Torneio das Astúrias: 2011